# 400 meter häck för herrar i friidrott vid olympiska sommarspelen 2012
Herrarnas 400 meter häck vid olympiska sommarspelen 2012, i London i Storbritannien avgjordes den tredje, fjärde och sjätte augusti på Londons Olympiastadion. Tävlingen inleddes med en försöksomgång där alla deltagare försökte kvalificera sig till det efterföljande steget i tävlingen. Efter försöksomgången hölls semifinaler och till sist finalen där 8 idrottare deltog. Angelo Taylor från USA var regerande mästare efter att han i Peking 2008 vunnit finalen.

## Medaljörer
| Event          | Guld                                  | Guld                                  | Silver              | Silver              | Brons                     | Brons                     |
| 400 meter häck | Félix Sánchez Dominikanska republiken | Félix Sánchez Dominikanska republiken | Michael Tinsley USA | Michael Tinsley USA | Javier Culson Puerto Rico | Javier Culson Puerto Rico |

## Rekord
Före tävlingarna gällde dessa rekord:
| Världsrekord (WR)     | Kevin Young (USA) | 46,78         | Barcelona, Spanien | 6 augusti 1992 | [ 4 ] |
| Olympiskt rekord (OR) | Kevin Young (USA) | 46,78         | Barcelona, Spanien | 6 augusti 1992 | [ 5 ] |
| Världsårsbästa (WL)   | ej fastställt     | ej fastställt | ej fastställt      | ej fastställt  |       |

## Program
Tider anges i lokal tid, det vill säga västeuropeisk sommartid (UTC+1).
3 augusti
- 11:15 – Försök

4 augusti
- 19:00 – Semifinal

6 augusti
- 20:45 – Final

## Resultat
- Q innebär avancemang utifrån placering i heatet.
- q innebär avancemang utifrån total placering.
- DNS innebär att personen inte startade.
- DNF innebär att personen inte fullföljde.
- DQ innebär diskvalificering.
- NR innebär nationellt rekord.
- OR innebär olympiskt rekord.
- WR innebär världsrekord.
- WJR innebär världsrekord för juniorer
- AR innebär världsdelsrekord (area record)
- PB innebär personligt rekord.
- SB innebär säsongsbästa.

### Försöksomgång
Den inledande försöksomgången ägde rum den 3 augusti. Omgånge bestod av totalt 50 deltagare där de tre främsta i varje heat gick till semifinal tillsammans med de i övrigt tre bästa tiderna.
| Ranking | Heat | Namn                           | Nation                  | Tid   | Noteringar |
| ------- | ---- | ------------------------------ | ----------------------- | ----- | ---------- |
| 1       | 4    | Javier Culson                  | Puerto Rico             | 48,33 | Q          |
| 2       | 4    | Kerron Clement                 | USA                     | 48.48 | Q, SB      |
| 3       | 4    | Omar Cisneros                  | Kuba                    | 48.63 | Q, SB      |
| 4       | 3    | Dai Greene                     | Storbritannien          | 48.98 | Q          |
| 5       | 4    | Tristan Thomas                 | Australien              | 49.13 | q, SB      |
| 5       | 2    | Michael Tinsley                | USA                     | 49.13 | Q          |
| 7       | 4    | Rhys Williams                  | Storbritannien          | 49.17 | q, SB      |
| 8       | 4    | Michael Bultheel               | Belgien                 | 49.18 | q, PB      |
| 9       | 1    | Amaurys Valle                  | Kuba                    | 49.19 | Q, PB      |
| 10      | 3    | Emir Bekrić                    | Serbien                 | 49.21 | Q, NR      |
| 11      | 1    | Brendan Cole                   | Australien              | 49.24 | Q, PB      |
| 11      | 6    | Félix Sánchez                  | Dominikanska republiken | 49.24 | Q          |
| 13      | 5    | Angelo Taylor                  | USA                     | 49.29 | Q          |
| 14      | 2    | Leford Green                   | Jamaica                 | 49.30 | Q          |
| 15      | 2    | Kurt Couto                     | Moçambique              | 49.31 | Q          |
| 16      | 1    | Amaechi Morton                 | Nigeria                 | 49.34 | Q          |
| 17      | 3    | José Reynaldo Bencosme de Leon | Italien                 | 49.35 | Q          |
| 18      | 5    | Jehue Gordon                   | Trinidad och Tobago     | 49.37 | Q          |
| 19      | 3    | Brent Larue                    | Slovenien               | 49.38 | q, PB      |
| 20      | 2    | Eric Alejandro                 | Puerto Rico             | 49.39 | q          |
| 21      | 6    | Jack Green                     | Storbritannien          | 49.49 | Q          |
| 22      | 6    | Mamadou Kasse Hanne            | Senegal                 | 49.63 | Q          |
| 23      | 1    | Kenneth Medwood                | Belize                  | 49.78 | q          |
| 24      | 3    | Jamele Mason                   | Puerto Rico             | 49.89 |            |
| 25      | 6    | Tetsuya Tateno                 | Japan                   | 49.95 |            |
| 26      | 6    | Josef Robertson                | Jamaica                 | 49.98 |            |
| 27      | 2    | Rasmus Magi                    | Estland                 | 50.05 |            |
| 28      | 5    | Stanislav Melnykov             | Ukraina                 | 50.13 | Q          |
| 29      | 2    | Winder Cuevas                  | Dominikanska republiken | 50.15 | SB         |
| 30      | 5    | Silvio Schirrmeister           | Tyskland                | 50.21 |            |
| 31      | 1    | Roxroy Cato                    | Jamaica                 | 50.22 |            |
| 32      | 1    | Chen Chieh                     | Kinesiska Taipei        | 50.27 |            |
| 32      | 5    | Periklis Iakovakis             | Grekland                | 50.27 |            |
| 34      | 5    | Louis Jacob van Zyl            | Sydafrika               | 50.31 |            |
| 35      | 6    | Boniface Mucheru               | Kenya                   | 50.33 |            |
| 35      | 5    | Josef Prorok                   | Tjeckien                | 50.33 |            |
| 37      | 4    | Vjatjeslav Sakajev             | Ryssland                | 50.36 |            |
| 37      | 1    | Li Zhilong                     | Kina                    | 50.36 |            |
| 39      | 3    | Cheng Wen                      | Kina                    | 50.38 |            |
| 40      | 3    | Vincent Kiplangat Koskei       | Kenya                   | 50.80 |            |
| 41      | 4    | Jorge Paula                    | Portugal                | 51.40 |            |
| 42      | 6    | Artem Dijatlov                 | Uzbekistan              | 51.55 |            |
| 43      | 5    | Viktor Leptikov                | Kazakstan               | 51.67 |            |
| 44      | 3    | Cornel Fredericks              | Sydafrika               | 52.29 |            |
| 45      | 6    | Andrés Silva                   | Uruguay                 | 53.38 |            |
| 46      | 4    | Maoulida Daroueche             | Komorerna               | 53.49 |            |
| –       | 1    | Takayuki Kishimoto             | Japan                   | –     | DQ         |
| –       | 3    | Lankantien Lamboni             | Togo                    | –     | DQ         |
| –       | 2    | Akihiko Nakamura               | Japan                   | –     | DQ         |
| –       | 2    | Kariem Hussein                 | Schweiz                 | –     | DNS        |

### Semifinaler
Semifinalerna ägde rum den 4 augusti.

#### Heat 1
| Placering | Idrottare           | Nationalitet            | Tid   | Noteringar |
| --------- | ------------------- | ----------------------- | ----- | ---------- |
| 1         | Félix Sánchez       | Dominikanska republiken | 47,76 | Q, SB      |
| 2         | Jehue Gordon        | Trinidad och Tobago     | 47.96 | Q, NR      |
| 3         | Kerron Clement      | USA                     | 48.12 | q, SB      |
| 4         | Dai Greene          | Storbritannien          | 48.19 | q          |
| 5         | Mamadou Kasse Hanne | Senegal                 | 48.80 | PB         |
| 6         | Michael Bultheel    | Belgien                 | 49.10 | PB         |
| 7         | Eric Alejandro      | Puerto Rico             | 49.15 |            |
| 8         | Kurt Couto          | Moçambique              | 51.55 |            |

#### Heat 2
| Placering | Idrottare          | Nationalitet   | Tid   | Noteringar |
| --------- | ------------------ | -------------- | ----- | ---------- |
| 1         | Javier Culson      | Puerto Rico    | 47,93 | Q          |
| 2         | Angelo Taylor      | USA            | 47.95 | Q, SB      |
| 3         | Omar Cisneros      | Kuba           | 48.23 | SB         |
| 4         | Emir Bekrić        | Serbien        | 49.62 |            |
| 5         | Kenneth Medwood    | Belize         | 49.87 |            |
| 6         | Stanislav Melnykov | Ukraina        | 50.19 |            |
| 7         | Tristan Thomas     | Australien     | 50.55 |            |
|           | Jack Green         | Storbritannien | DNF   |            |

#### Heat 3
| Placering | Idrottare                      | Nationalitet   | Tid   | Noteringar |
| --------- | ------------------------------ | -------------- | ----- | ---------- |
| 1         | Michael Tinsley                | USA            | 48,18 | Q, SB      |
| 2         | Leford Green                   | Jamaica        | 48.61 | Q, SB      |
| 3         | Brent Larue                    | Slovenien      | 49.45 |            |
| 4         | Rhys Williams                  | Storbritannien | 49.63 |            |
| 5         | Brendan Cole                   | Australien     | 49.65 |            |
| 6         | José Reynaldo Bencosme de Leon | Italien        | 50.07 |            |
| 7         | Amaurys Valle                  | Kuba           | 50.48 |            |
|           | Amaechi Morton                 | Nigeria        | DQ    |            |

### Final
Finalen hölls den 6 augusti.
| Placering | Idrottare       | Nationalitet            | Tid   | Noteringar |
| --------- | --------------- | ----------------------- | ----- | ---------- |
| 1         | Félix Sánchez   | Dominikanska republiken | 47,63 | WL, SB     |
| 2         | Michael Tinsley | USA                     | 47,91 | PB         |
| 3         | Javier Culson   | Puerto Rico             | 48,10 |            |
| 4         | Dai Greene      | Storbritannien          | 48,24 |            |
| 5         | Angelo Taylor   | USA                     | 48,25 |            |
| 6         | Jehue Gordon    | Trinidad och Tobago     | 48,86 |            |
| 7         | Leford Green    | Jamaica                 | 49,12 |            |
| 8         | Kerron Clement  | USA                     | 49,15 |            |